# ドロヘダ
ドロヘダあるいはドラハダ（Drogheda）は、アイルランド東部レンスター・ラウス県の都市。人口は2万8973人。
ダブリンの約55キロ北方に位置しており、街をボイン川が流れる。1649年にオリバー・クロムウェルがアイルランド遠征の緒戦として行ったドロヘダ攻城戦の舞台となり、ウィリアマイト戦争の戦闘の1つである1690年のボイン川の戦いはこの街の近郊で起こった。
1990年代より、「ケルトの虎（Celtic Tiger）」と称されたアイルランド経済の発展にともない、ダブリンに勤める人々向けの住宅地が形成された。
ドロヘダ・ユナイテッドFCが、ドロヘダを本拠地とするサッカークラブ。2007年にはアイルランド1部リーグで優勝を果たした。

## 出身者
- スティーヴ・ストーントン - サッカー選手
- イアン・ハート - サッカー選手
- ギャリー・ケリー - サッカー選手